# Chastity Reverse World
Teisô Gyakuten Sekai (貞操逆転世界) connu sous le nom de CHASTITY REVERSE WORLD est un manga seinen écrit par Amahara et illustré par Mantarō, prépublié dans le magazine Comic Valkyrie depuis 2016 et publié en volumes reliés par Kill Time Communication.
En France, le manga et publié chez Meian depuis le 24 juin 2021 dans la collection Daitan